# Apetito
Apetito AG er en tysk producent af kølemad- og frosne retter, der sælges via catering og detailhandel. de har hovedkvarter i Rheine, Nordrhein-Westfalen. I 2022 havde de en omsætning på 1 mia. euro og 12.395 ansatte.
1. april 1958 grundlagde Karl Düsterberg sammen med Egon Senger i Rheine virksomheden Apetito Fertigmenü Düsterberg und Senger. De producerede kølemads-måltider i begyndelsen. I 1969 begyndte de catering.
7. maj 1982 overtog Wolfgang Düsterberg virksomheden.